# Annen (Witten)
Annen ist einer der sieben Stadtteile von Witten.

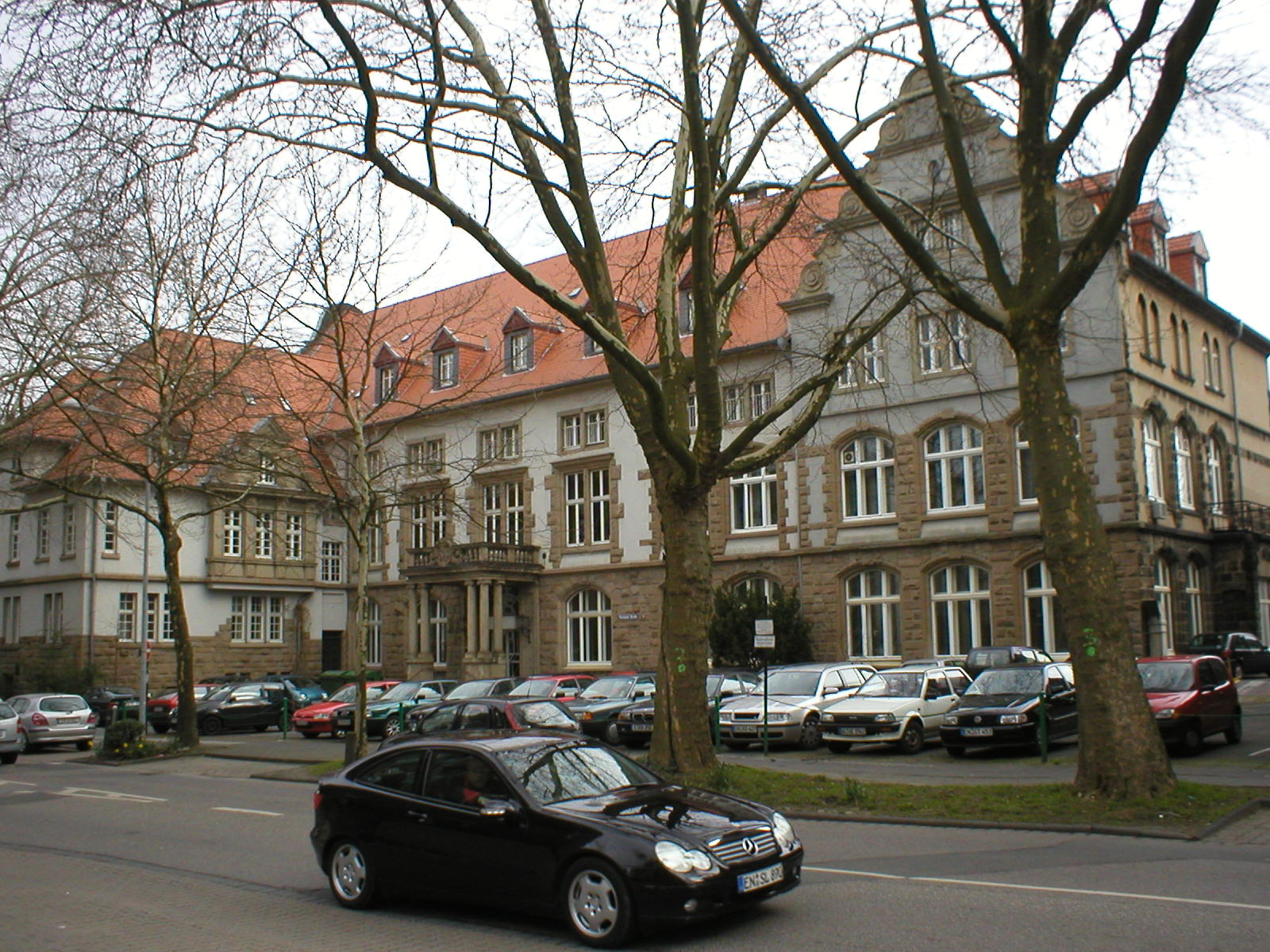
Ehemaliges Amtshaus des Amtes Annen, heute Gebäude der Fakultät für Biowissenschaften der Universität Witten-Herdecke im Herzen Annens

## Geschichte

### Ersterwähnung und Etymologie
Die älteste mögliche Erwähnung des Ortsnamens Annen findet sich um 1150 im Werdener Urbar als de Anadopo Hezel. Die Identifizierung dieser Nennung mit dem heutigen Annen ist in der Forschung umstritten, wird jedoch durch siedlungsgeschichtliche Hinweise gestützt. Heimatforscher gehen allerdings davon aus, dass Annen bedeutend älter ist. So lassen sich im Nachbarort Salingen bereits für das Jahr 801 die ersten Hofansiedlungen datieren, in Persebeck 820. Ab dem frühen 13. Jahrhundert treten gesicherte Namensformen wie Anedomen (vor 1220), Anedume (um 1220), Andam (1330) und to Andem (1392) auf. Im 18. und 19. Jahrhundert setzt sich die heutige Form Annen durch.
Die sprachlich stark abweichende Erstform Anadopo wird als Zusammensetzung aus dem germanischen Grundwort -apa („Wasserlauf“) und dem Bestimmungswort anud/and („Ente“) gedeutet, was auf ein „Entengewässer“ hindeutet. Die genaue Lage dieses Gewässers ist unklar; denkbar ist etwa der heute noch bestehende Grotenbach. Der seit dem 13. Jahrhundert belegte Name mit der Silbe -dum/-dom ist hingegen etymologisch unklar. Diskutiert werden unter anderem Ableitungen von indogermanischen Wurzeln wie dheu- („dampfen, wehen“) oder teu- („schwellen“), was auf eine Bezeichnung feuchter oder hügeliger Geländeformen hindeuten könnte. Letzteres würde mit der Topografie Annens – insbesondere dem nördlich gelegenen Annener Berg – übereinstimmen. Der Ortsname könnte dann „an einem Hügel“ bedeuten. Sprachlich entwickelte sich der Name durch Assimilation und Kontraktion zur heutigen Form Annen. Die Namensentwicklung spiegelt sowohl unterschiedliche Grundherrschaften als auch mögliche Ortsnamenwechsel im Hochmittelalter wider.

### 19. Jahrhundert

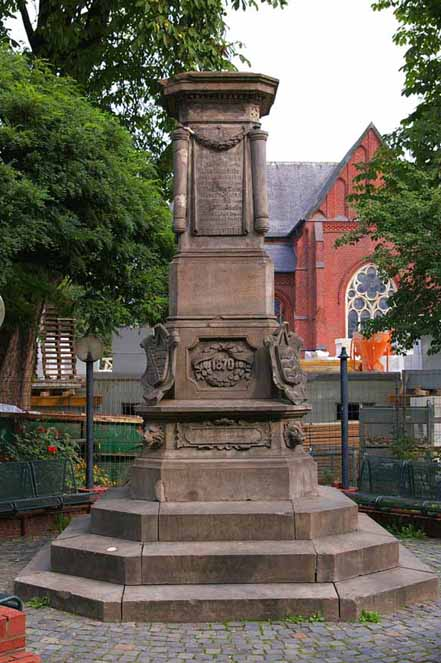
Denkmal auf dem Annener Marktplatz für die Gefallenen von 1870/71

#### Allgemeines
Während der Besatzung der Region durch die napoleonischen Truppen Anfang des Jahrhunderts wurde Annen Teil einer neu gegründeten Mairie Witten, zum ersten Mal wurde so Annen ein Teil von Witten. Nach dem Abzug der französischen Truppen behielt Witten zwar sein Bürgermeisteramt, Annen aber wurde im Rahmen einer räumlichen Neuordnung aus dieser Bürgermeisterei wieder ausgelagert. Stattdessen wurde Annen im Jahre 1819 der Bürgermeisterei Hörde im Kreis Dortmund zugeordnet. Mit dem Dorf Wullen bildete Annen fortan die Landgemeinde Annen-Wullen. Ende des 19. Jahrhunderts wurde die Landgemeinde nach der Gründung eines eigenen Amtes dem Landkreis Hörde zugeordnet. Der Namensteil Wullen wurde fallen gelassen.

#### Eisenbahn
1848 wurde Annen-Wullen an die Eisenbahnstrecke Hagen-Witten-Dortmund der Bergisch-Märkischen Eisenbahn-Gesellschaft angeschlossen. Auch wichtig für Annen war der Bau der Eisenbahnstrecke von Langendreer nach Löttringhausen im Jahr 1878, die gleichfalls über Annen führte, gebaut von der Rheinischen Eisenbahngesellschaft. Sie wurde deshalb im Volksmund Rheinischer Esel genannt.

#### Montanindustrie
Wann in Annen erstmals Kohle abgebaut wurde, ist unter Historikern umstritten. Mitte des 19. Jahrhunderts allerdings wurden in Annen die ersten Tiefbauzechen eröffnet. Die Ansiedlung der Großzechen Hamburg im Jahre 1851 und Ringeltaube (1864) brachten der Gemeinde neue Einwohner. 1875 zählte Annen-Wullen 5643 Einwohner, 1890 waren es bereits 8342. Ein Großteil der Männer arbeitete in der Schwerindustrie. Neben dem Bergbau entstanden mehrere Glashütten und Ziegeleien, außerdem 1870 das Stahlwerk F. Asthöwer & Co. (Annenstraße 113; 1886 von Friedrich Krupp übernommen) und 1873 das Annener Gussstahlwerk (Stockumer Straße 10).

### 20. Jahrhundert
Annen erlebte Anfang des 20. Jahrhunderts eine erste Krise. Mit der Schließung vieler Kleinzechen im Ruhrtal Ende des 19. Jahrhunderts und vor allem mit der Nordwanderung des Ruhrbergbaus verloren auch die Annener Großzechen an Bedeutung. Als die Bergbaukonzerne die ihnen vom Rheinisch-Westfälischen Kohlen-Syndikat zugeteilten Absatzquoten auf rentablere Zechen im Emscherraum übertrugen, stellten sie den Bergbau im südöstlichen Ruhrgebiet weitgehend ein.

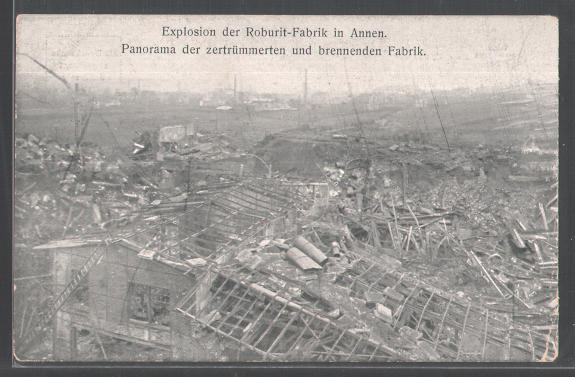
Das zerstörte Roburit-Werk nach der Explosion

Im November 1906 explodierte in Witten, direkt an der Stadtgrenze zu Annen, die Roburit-Sicherheitssprengstofffabrik, wobei 41 Menschen zu Tode kamen. Aufgrund der topografischen Gegebenheiten dehnte sich die enorme Druckwelle insbesondere auf Annen aus, so dass dort die Schäden an Gebäuden und Hausrat weit höher waren als in Witten. Die Sachschäden wurden auf rund 2,5 Millionen Mark geschätzt. Staatliche Wiederaufbauhilfen wurden nicht gezahlt, auch lehnten die Feuerversicherungen Entschädigungen ab. Durch Spendensammlungen konnte rund ein Sechstel der Sachschäden vergütet werden.
Nach dem Ersten Weltkrieg ging es mit Annen wirtschaftlich bergab. Die Kohlezechen wurden ausnahmslos geschlossen, auch die Fried. Krupp AG verkaufte ihr Annener Zweigwerk. 1922 wurde Rüdinghausen nach Annen eingemeindet, wodurch das Steueraufkommen gesteigert und die Position der Gemeinde gestärkt werden konnte. Da Annen jedoch keine Stadtrechte besaß, galt es nur noch als eine Frage der Zeit, bis Annen seine Selbstständigkeit als Amt verlieren würde. 1929 wurde Annen im Zuge der Gemeindereform ein Stadtteil von Witten. Auch Rüdinghausen erhielt den Status eines Stadtteils, Wullen indes wurde zum Ortsteil heruntergestuft.

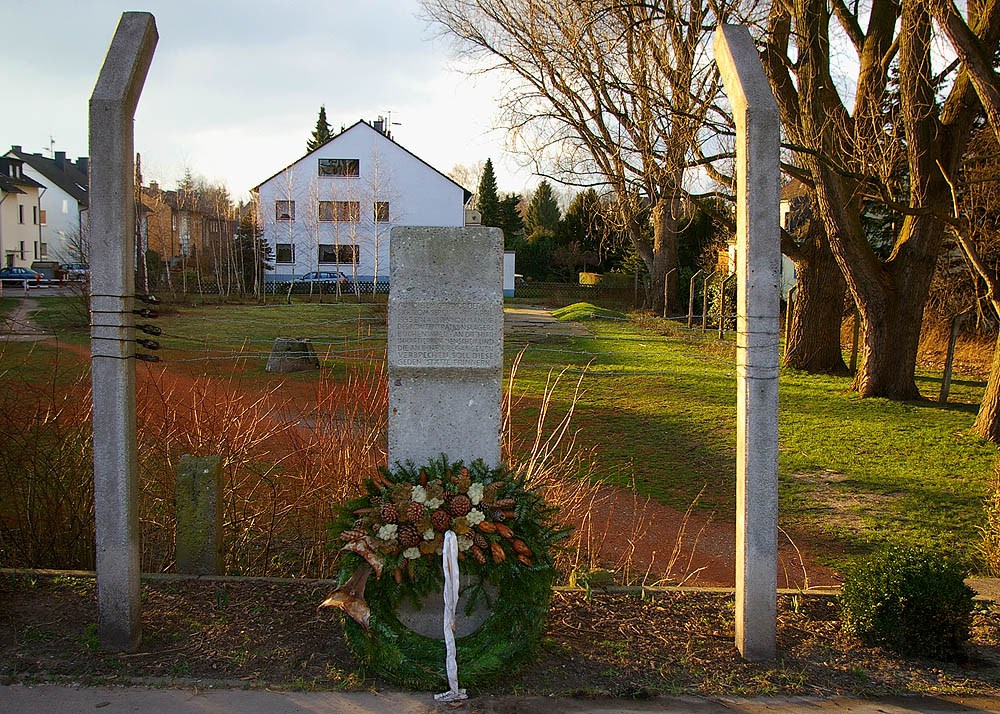
Mahnmal für die Opfer des KZ-Außenlagers Annener Gußstahlwerk

Während des Zweiten Weltkriegs wurde der Ortskern, insbesondere wegen der direkt angrenzenden bedeutenden Rüstungsfabrik, von alliierten Bombenangriffen stark in Mitleidenschaft gezogen. Von September 1944 bis März 1945 befand sich in Annen das KZ-Außenlager Annener Gußstahlwerk. Die in dem Lager lebenden Männer mussten Zwangsarbeit im Annener Gussstahlwerk leisten. An die Opfer dieser Barbarei erinnert heute ein kleiner Gedenkstein am Rande des nach dem Krieg abgerissenen Lagers.
Nach dem Zweiten Weltkrieg entstanden in Annen Wohnsiedlungen für britische Besatzungssoldaten der Dortmunder Kaserne. Mit der Auflösung der Kaserne zu Anfang der 1990er-Jahre wurden auch die britischen Häuser in Witten aufgegeben und verkauft.

### 21. Jahrhundert

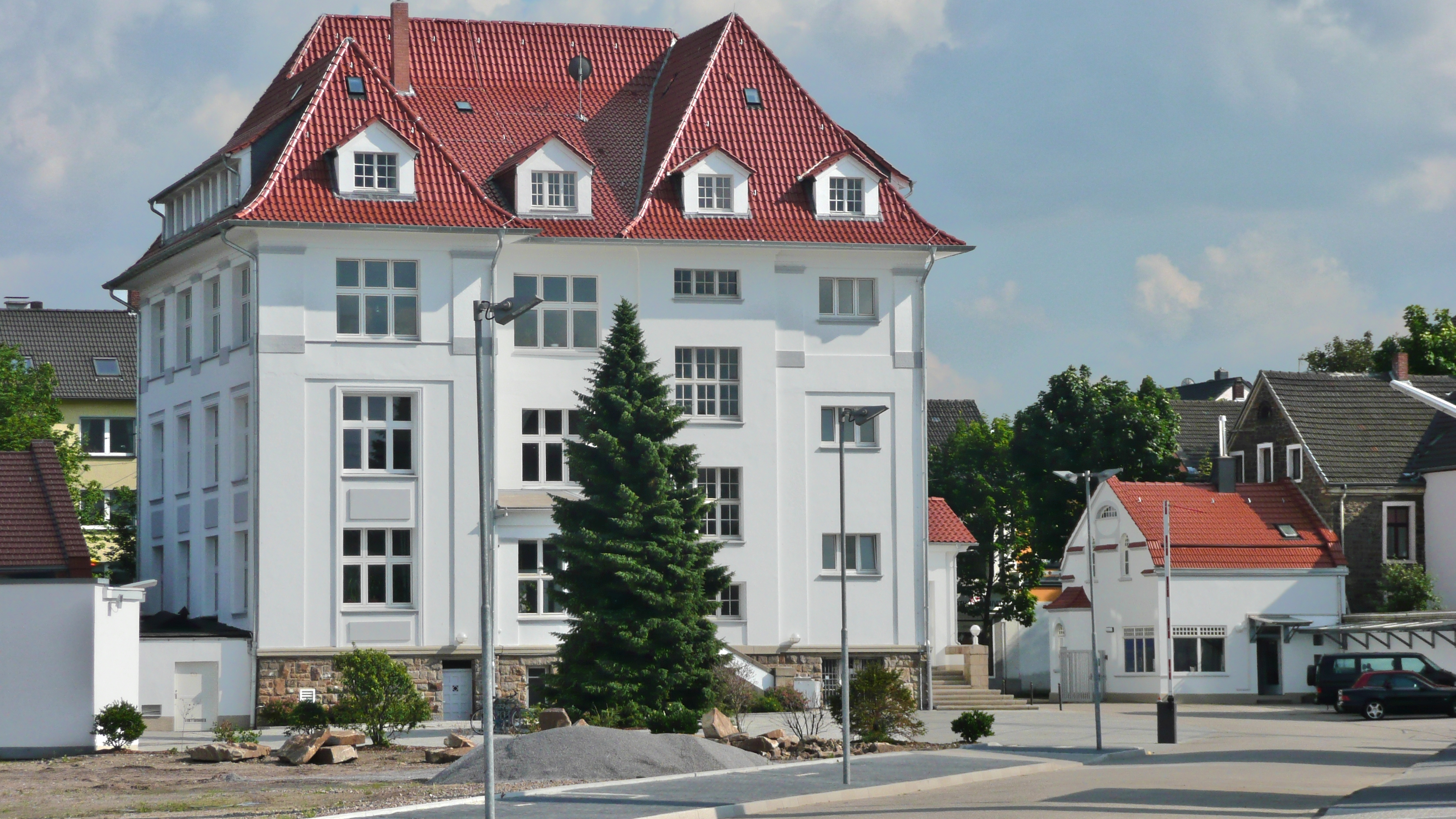
Technisches Rathaus

Annen ist heute Wittens größter Stadtteil. Rund 18.300 Menschen (Stand vom 31. Dezember 2020) leben in dem Nebenzentrum. Nach Wegzug der Wickmann-Werke richtet die Stadt Witten ihr Technisches Rathaus in deren Verwaltungsgebäude ein. Eine andere Behörde der Kommunalverwaltung im Stammhaus der Firma Ostermann ist die JobAgentur-EN. An gleicher Stelle befindet sich auch die QuaBeD Qualifizierungs- und Beschäftigungsgesellschaft und das Jugendzentrum Famous.

## Stadtteilbezirke
- Wullen (42)
- Annen-Mitte-Nord (43)
- Annen-Mitte-Süd (44)
- Kohlensiepen (45)
- Wartenberg (46)
- Gedern (47)

(Die Zahl in den Klammern ist die Stadtteilbezirkskennziffer.)

## Bildung
- 4 Grundschulen
- 1 Hauptschule
- 1 Gesamtschule
- 1 Waldorfschule

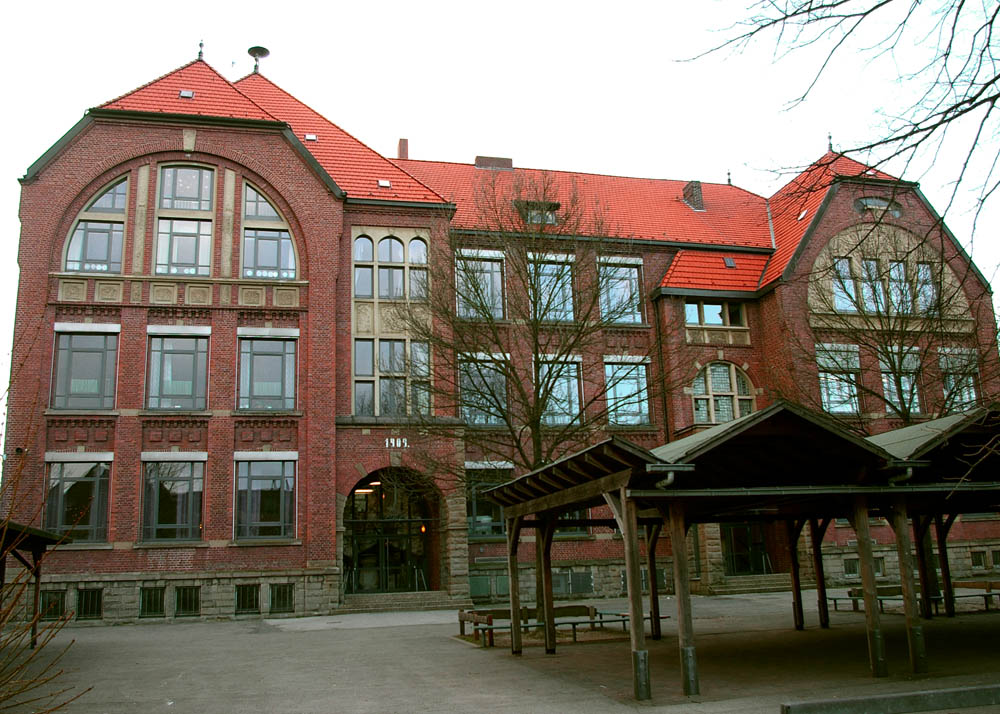
Freiligrathschule (Hauptschule)

- Seminarzentrum der VHS Witten/Wetter/Herdecke
- Universität Witten/Herdecke, als erste private deutsche Universität 1982 gegründet
- Institut für Waldorf-Pädagogik

## Wirtschaft und Infrastruktur

### Verkehr

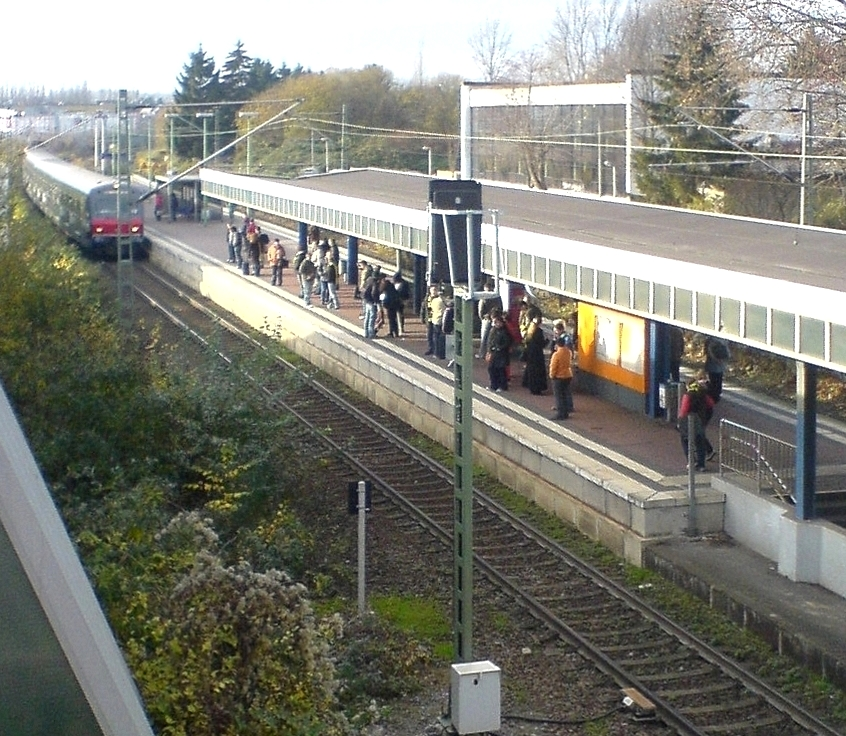
S-Bahnhof Witten-Annen-Nord, im Hintergrund das Hallenbad

- A 448, Autobahnanschlussstelle Witten-Annen
- Bahnhof Witten-Annen Nord der S-Bahn-Linie S5

## Kultur und Sehenswürdigkeiten

### Sehenswürdigkeiten
- römisch-katholische Kirche St. Josef; Die Kirche wurde in zwei Bauabschnitten 1880–1881 und 1903–1904 (Ausbau mit Querschiff) durch den Paderborner Diözesanbaumeister Arnold Güldenpfennig errichtet. Am 1. Januar 1913 erfolgte die Erhebung zur selbständigen Pfarrei. Das Geläut der Kirche besteht aus drei Glocken aus der Glocken- und Metallgießerei Carl Munte. Die E-Ton-Glocke hat ein Gewicht von 920 Kilogramm und ist dem heiligen Josef geweiht. Die G-Ton-Glocke wiegt 525 Kilogramm und ist dem heiligen Bonifatius geweiht, während die A-Ton-Glocke als kleinste 386 Kilogramm wiegt und dem heiligen Liborius geweiht ist. Die beiden kleinen Glocken sind Neugüsse, da die Originale im Zweiten Weltkrieg eingeschmolzen wurden; sie bestehen heute im Gegensatz zur großen Glocke auch nicht mehr aus Bronze, sondern aus Gussstahl.
- evangelische Erlöserkirche; Grundsteinlegung 1872, Fertigstellung 1874; Orgel von 1968 mit 31 Registern auf 3 Manualen und Pedal; unter Denkmalschutz
- Marktfrau, Skulptur am Annener Marktplatz
- Georg-Hotel; Die von Herbert Antweiler gestalteten Innenräume sind vollständig im Stil der Organischen Architektur gehalten. Die farbliche Gestaltung der Fassade und der Innenräume stammt von Robert Kaller.

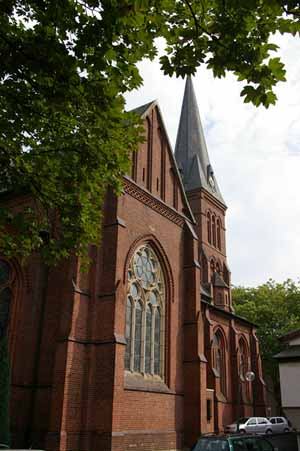
Katholische Kirche St. Josef
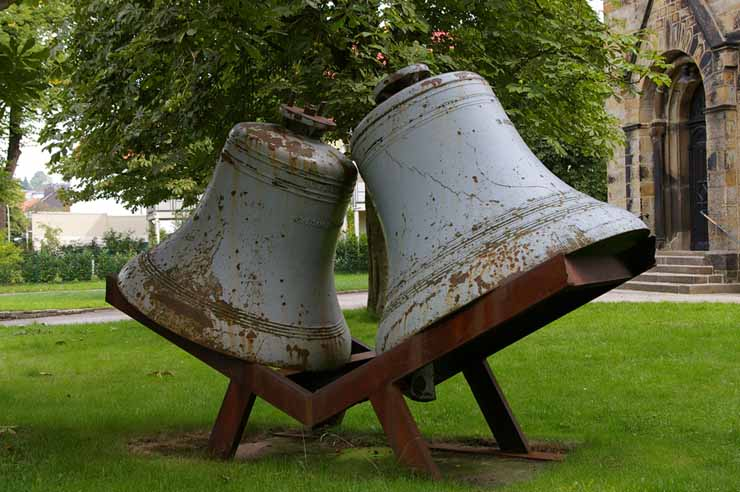
Glocken der evangelischen Erlöserkirche
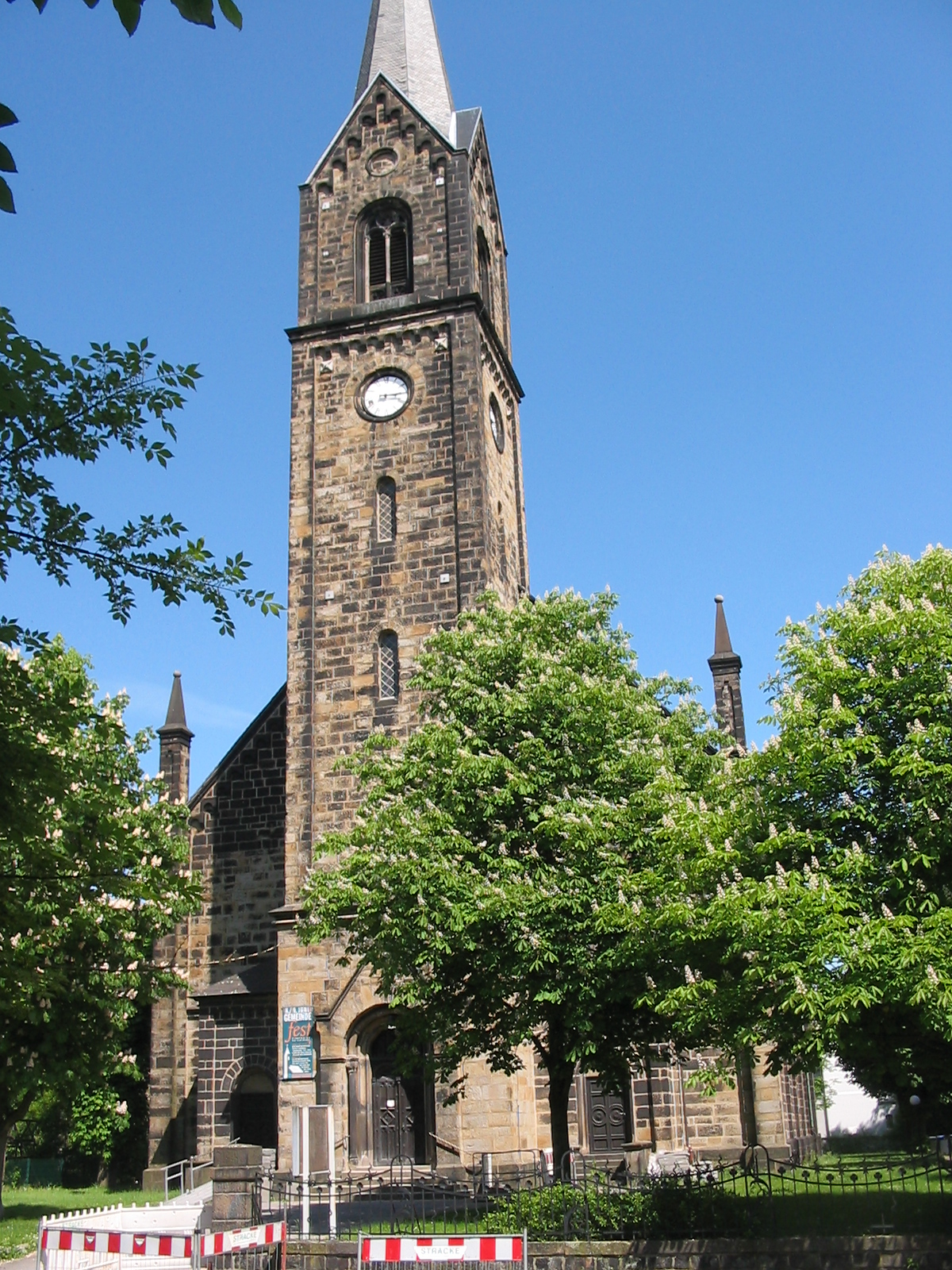
Erlöserkirche
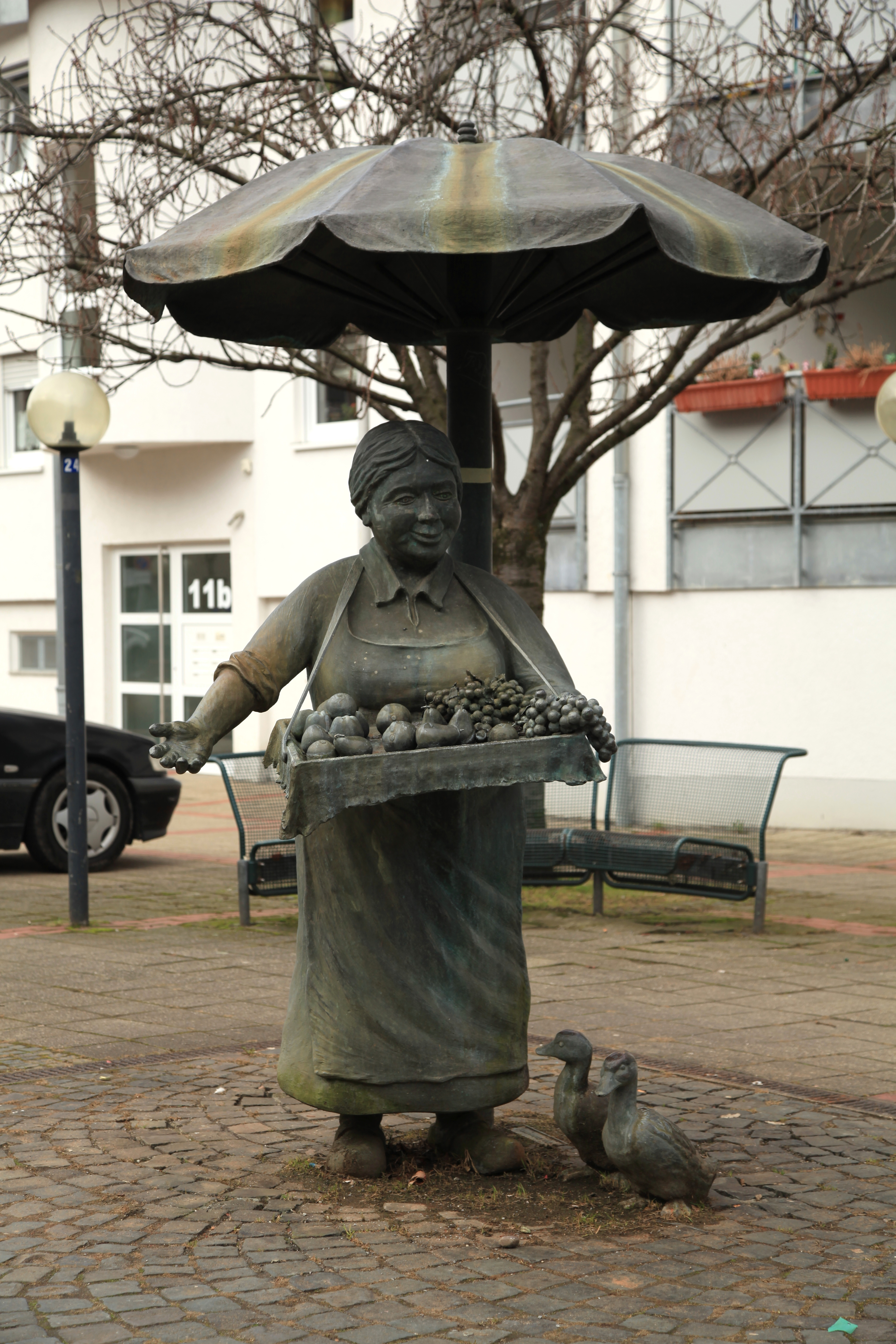
Marktfrau-Skulptur am Marktplatz
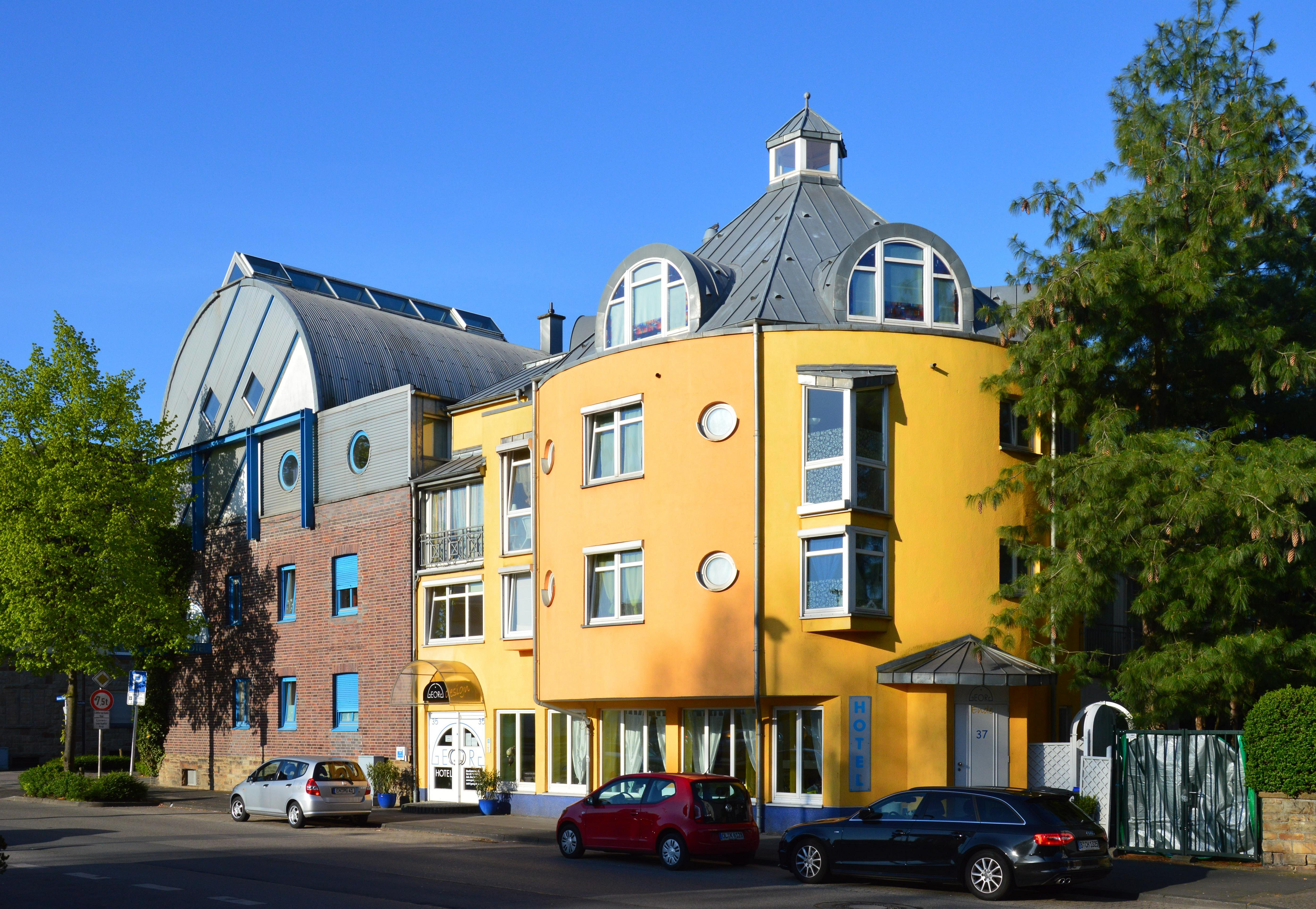
Georg-Hotel

### Freizeitgestaltung
- Radweg „Rheinischer Esel“

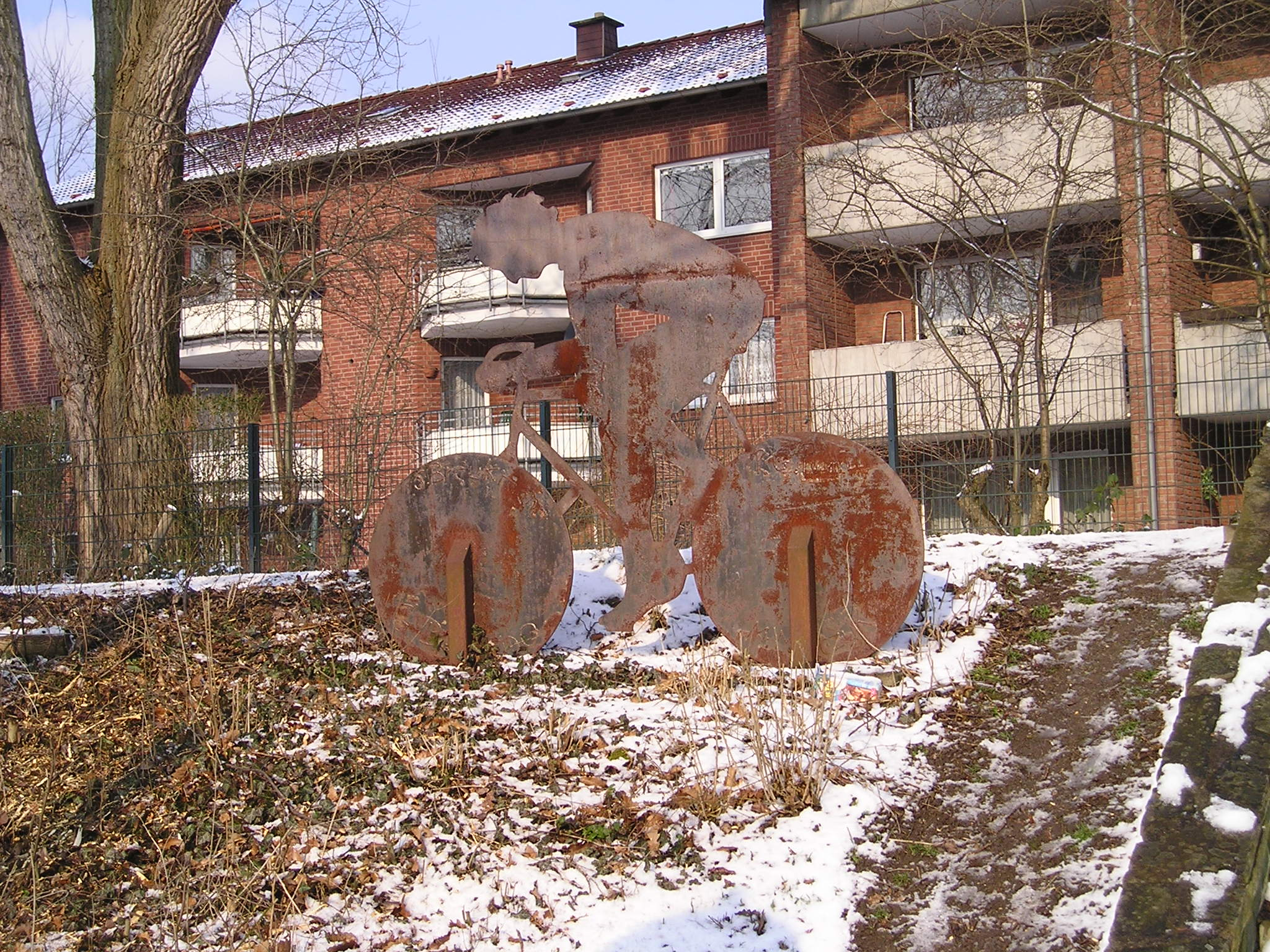
Radfahrerskulptur in Annen im Zug des Radwegs „Rheinischer Esel“

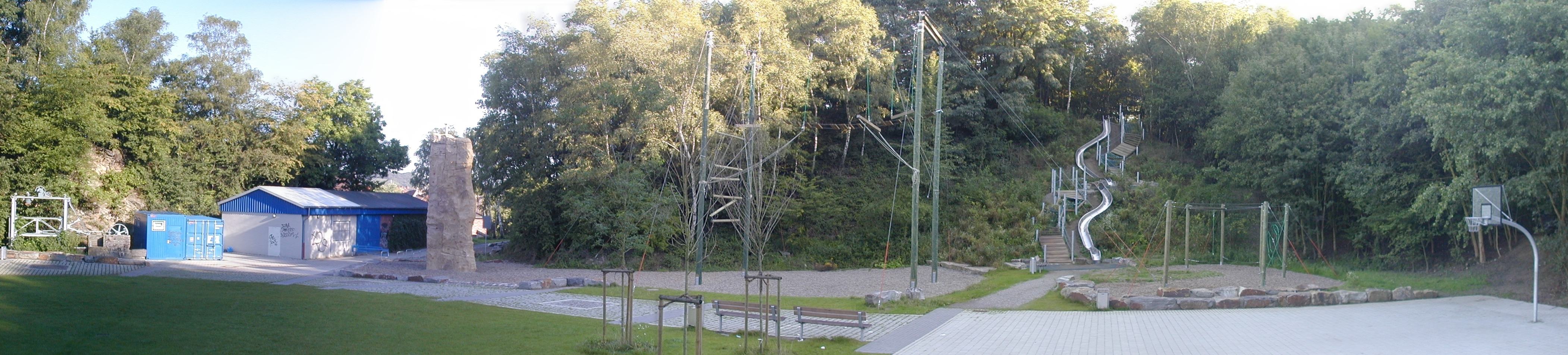
Jugendspielplatz Imberg

- Steinbruch Imberg, Jugendtreffpunkt, Outdoor mit kleiner Halle

### Sportvereine und -einrichtungen
- Sportzentrum Kälberweg der Sport-Union Annen mit jeweils eigenen Einrichtungen für Judo, Ringen, Sportkegeln, Tanzen, Tennis, Minigolf sowie begleitender Infrastruktur wie Sauna, Fitness- und Massageräume
- 1 Hallenbad
- Fußballverein VfB Annen
- DJK Blau Weiß Annen
- Annener Turnerschaft von 1872 (ATS); Zum 1. Januar 2007 hat diese ihre Eigenständigkeit aufgegeben, um mit dem TuS Witten-Stockum 1945 e. V. zu fusionieren. Sie existiert noch als eigenständige Abteilung des TuS Witten-Stockum, der Liga- und Wettkampfturnen ATS.

#### Annener Freibad

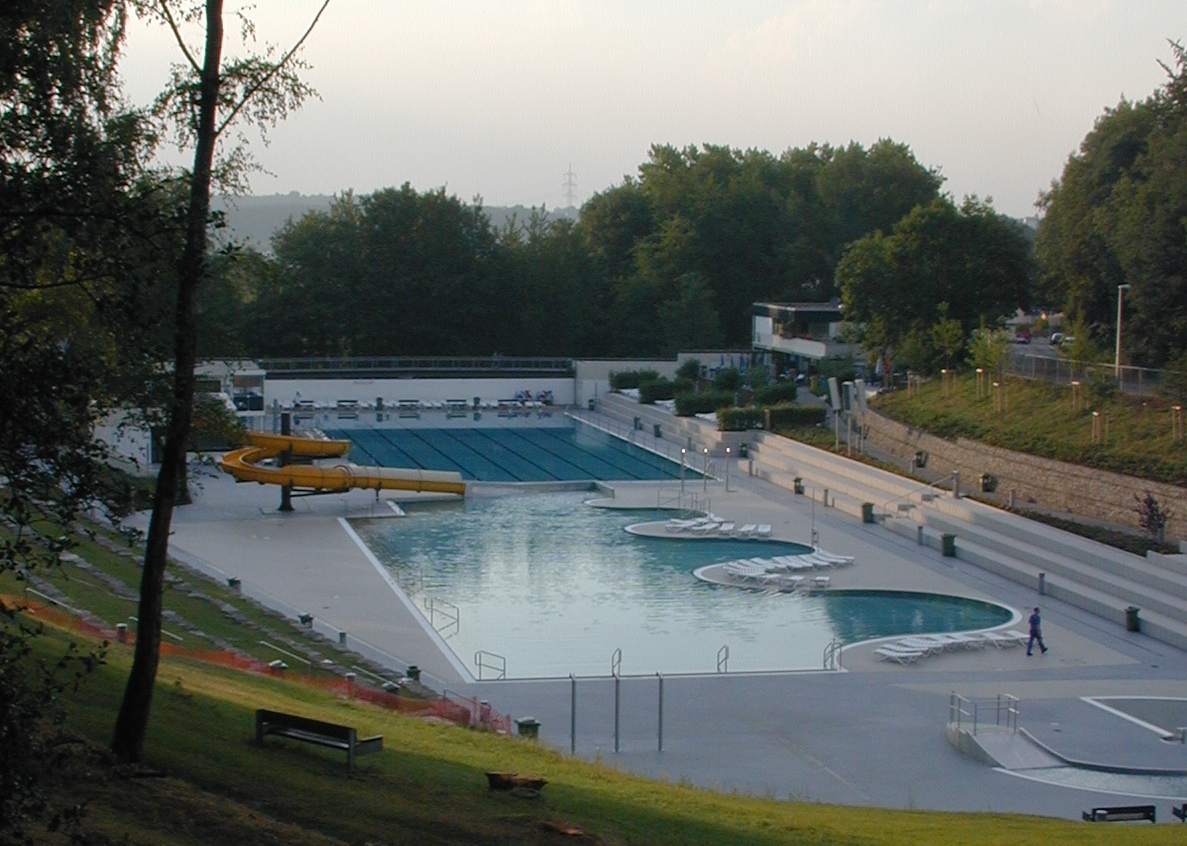
Freibad Annen

Das Annener Freibad befindet sich auf dem Gelände der ehemaligen Steinbachtalsperre. Sie wurde zu Beginn des 20. Jahrhunderts als Fischteich angelegt. Einige Tage nach der Explosion der Roburit-Fabrik im Jahre 1906 brach die Staumauer. Ein Zusammenhang mit der Roburit-Explosion wurde offiziell nie festgestellt. Mittelbare Schäden traten dabei kaum auf. Anders, als Mitte der 1920er-Jahre die Staumauer der kleinen Talsperre, welche inzwischen zum Baden und Eislaufen diente, erneut brach. Hierbei kam es zu größeren Schäden, unter anderem auf der bachabwärts gelegenen Zeche Hamburg.
Nach dem zweiten Dammbruch wurde an gleicher Stelle von Arbeitslosen ein Freibad gebaut, das am 19. August 1928 eröffnet wurde. Es hatte ein 20 × 75 Meter großes Becken, das durch eine Brücke mit Startblöcken in ein Schwimmer- und Nichtschwimmerbecken unterteilt war. Es hatte zudem einen etwa 5 Meter hohen Sprungturm, der bis 1974 in der ursprünglichen Form in Betrieb war. 2006 wurden die mehrjährigen umfangreichen Sanierungsarbeiten abgeschlossen. Das Freibad ist seitdem mit Edelstahlwannen ausgestattet. Das umliegende Gelände wurde im unteren Bereich terrassiert und ein Wasserspielbereich weitab von den tiefen Becken geschaffen.
Noch heute lässt das Geländeprofil und die bauliche Anlage die Ursprünge als Talsperre erkennen. 2004 erhielt ein in der Nähe liegender Straßenneubau zur Erinnerung den Namen Zur Talsperre.
Die besondere Form des Schwimmbeckens wird durch eine Doppeldruck-Sonderbriefmarke im Wert von 2 mal 0,95 Euro der Deutschen Post gewürdigt. Sie erschien am 2. Juli 2020 und zeigt das markante Becken von oben.

## Persönlichkeiten
- Wilhelm Lennemann (* 24. September 1875 in Annen; † 23. Januar 1963 in Witten), Schriftsteller
- Robert Graf (* 18. November 1923 in Witten; † 4. Februar 1966 in München), Theater- und Filmschauspieler
- Klaus Rost (* 2. März 1940 in Witten; † 10. August 2023 ebenda), Ringer, gewann 14 Deutsche Meistertitel und eine Silbermedaille im Freistil bei den Olympischen Spielen in Tokio 1964
- Tanja Wedhorn (* 14. Dezember 1971 in Witten), Schauspielerin (Bianca – Wege zum Glück)
- Lakmann One (* 20. September 1978 in Witten), Rapper